# Awake (Alison Wonderland)
Awake è il secondo album in studio della disc jockey, produttrice discografica, cantante e musicista australiana Alison Wonderland, pubblicato il 6 aprile 2018.

## Tracce
1. Good Enough – 2:18
2. No – 4:00
3. Okay – 3:53
4. Easy – 3:36
5. High (feat. Trippie Redd) – 2:54
6. Here 4 U (con Blessus) – 2:45
7. Church – 3:03
8. Cry (feat. Buddy) – 3:19
9. Happy Place – 3:20
10. Good Girls Bad Boys – 2:21
11. Dreamy Dragon (feat. Chief Keef) – 4:21
12. Hope (Interlude) – 1:50
13. Sometimes Love (con Slumberjack) – 3:22
14. Awake – 3:43